# 檜枝陽一郎
檜枝 陽一郎（ひえだ よういちろう、1956年3月26日 - ）は、日本のドイツ語・オランダ語学者、立命館大学教授。

## 来歴
福岡県生まれ。早稲田大学政治経済学部卒業、旧・東京都立大学大学院人文科学研究科独文学専攻修士課程修了。玉川大学講師、助教授、立命館大学文学部教授。
ブレーメン大学、フローニンゲン大学に留学、デュイスブルク大学客員研究員を務めた。中世低地ドイツ語およびオランダ語、古フリジア語を専攻。ドイツにおける日本学の成果を邦訳して日本に紹介する活動をおこなう。第23回・31回日本翻訳出版文化賞受賞。

## 共編著
- 藤代幸一・山口春樹共著『中世低地ドイツ語』大学書林、1987
- 『オランダ語基礎1500語』編 大学書林 1991

### 翻訳
- エミール・バンヴェニスト『インド・ヨーロッパ諸制度語彙集 I・II』前田耕作監修、言叢社 1986-87

「I 経済・親族・社会」、「II 王権・法・宗教」蔵持不三也、田口良司、渋谷利雄、鶴岡真弓、中村忠男、松枝到共訳　
- 『哭きいさちる神=スサノオ 生と死の日本神話像 ネリー・ナウマン論文集』田尻真理子共訳、言叢社 1989
- ウルリヒ・アモン『言語とその地位　ドイツ語の内と外』山下仁共訳、三元社、1992
- ネリー・ナウマン『山の神』野村伸一共訳 言叢社 1994
- 『アーリヤの男性結社 スティグ・ヴィカンデル論文集』前田耕作編・監修、中村忠男・与那覇豊共訳 言叢社 1997
- ネリー・ナウマン『久米歌と久米』言叢社 1997
- ネリー・ナウマン『生の緒 縄文時代の物質・精神文化』言叢社 2005
- 『中世オランダ語狐の叙事詩 『ライナールト物語』『狐ライナールト物語』』編訳 言叢社 2012

## 論文
- ＜檜枝陽一郎